# Elvin Bethea
Elvin Lamont Bethea (Trenton, Nueva Jersey, 1 de marzo de 1946), más conocido como Elvin Bethea, es un exjugador profesional estadounidense de fútbol americano que se desempeñó en la posición de defensive end en la National Football League (NFL). Es miembro del Salón de la Fama del Fútbol Americano Profesional.

## Carrera
Bethea jugó como profesional 16 temporadas en Houston Oilers (1968-1983), equipo en el que se retiró.

## Reconocimiento
El 3 de agosto de 2003, ingresó como miembro al Salón de la Fama del Fútbol Americano Profesional.